# Romadriu
Romadriu, o Romadriu de Ribalera, és un poble del terme municipal de Llavorsí, a la comarca del Pallars Sobirà. Constitueix un petit enclavament del terme de Llavorsí dins del de Farrera i limítrof amb el de Montferrer i Castellbò, de la comarca de l'Alt Urgell.
Està situat a l'extrem sud-oriental del terme, a 1.347,8 metres d'altitud. És a la Ribalera, la vall del riu de Santa Magdalena o de Romadriu. Es comunica mitjançant una pista forestal amb la carretera C-13, que corre paral·lela a la Noguera Pallaresa, entre les localitats de Llavorsí i Rialb; aquesta pista mena en primer lloc a Montenartró i després continua cap a Romadriu.
L'església parroquial està dedicada a Sant Martí. Entre les cases del poble destaquen Cal Curt, Cal Gravat i Cal Roquer.

## Etimologia
Joan Coromines explica el topònim Romadriu (Riumadriu i Rimadriu en documents antics) com una aglutinació de Riu Madriu. Pel seu compte, Madriu té el seu origen en el llatí matrix (matriu, origen). És a dir, que riu mare o, millor encara, la mare del riu seria el significat d'aquest topònim.

## Geografia

### El poble de Romadriu
Les cases de Romadriu estan disposades en un petit pla aturonat que forma una carena, contrafort sud-occidental del Roc del Grau, a la dreta del Riu de Santa Magdalena. No s'hi formen carrers convencionals, sinó el pas natural entre les cases, que estan lleugerament separades entre elles, al damunt del riu i de la mateixa carretera que hi mena.

#### Les cases del poble[2]
| - Casa Agustí - Casa Bessó - Casa Bringuer - Casa Butxacó - Casa Cebrià | - Casa Conquesa - Casa Consolet - Casa Curt - Casa Ferrer | - Casa Forner - Casa Garriga - Casa Gravat - Casa Guillem | - Casa Joan - Casa Mónico - Casa Pere Coix - Casa la Pollera | - La Rectoria - Casa Roquer - Casa Tabola - Casa Toni |

## Història

### Edat moderna
Romadriu havia estat, durant tota l'edat moderna i fins al segle xix, seu d'una important farga, l'emplaçament de la qual es coneix, tot i que és del tot en ruïnes. Fou del tot arrasada als aiguats del 1907, i va ser de nou arrasada el 1938 perquè justament en aquell lloc hi hagué un dels punts més conflictius del Front del Pallars, en la darrera guerra civil. Tanmateix, se'n va salvar el mall, de més de 500 quilos, que es va portar a Barcelona. Va ser muntat als jardins de l'Escola Superior d'Enginyers Industrials de Barcelona, a l'avinguda Diagonal de la ciutat comtal, formant part d'un martinet sencer que es va construir ad hoc.

### Edat contemporània
Pascual Madoz dedica un article del seu Diccionario geográfico... a Romadriu. S'hi pot llegir que és una localitat agregada al districte municipal de Llavorsí, situada en terreny desigual, envoltada de muntanyes molt altes i combatuda per tots els vents. El clima hi és molt fred, cosa que provoca inflamacions i pulmonies. Tenia en aquell moment 10 cases, una font i l'església de Sant Martí, annexa de la de Montenartró. Hi havia en aquell moment mines de ferro en explotació, així com una farga que se serveix de l'aigua del barranc de Romadriu. El territori és escabrós. S'hi collia sègol, patates i herba. Hi havia bestiar de tota mena, especialment vacum. Comptava amb 7 veïns (caps de casa) i 31 ànimes (habitants).
El 1972 hi va haver un intent de segregació del municipi de Llavorsí per tal d'incorporar-lo al de Farrera, però va ser desestimada.